# Х-29
Х-29 (индекс УВ ВВС — 9-А-721, по классификации МО США НАТО AS-14 Kedge (рус. стоп-анкер)) — советская / российская высокоточная авиационная ракета класса «воздух-поверхность» малого радиуса действия.
Ракета Х-29, и её модификации, предназначена для уничтожения укреплённых целей противника, таких как железобетонные сооружения, мосты, бетонные взлётно-посадочные полосы, корабли водоизмещением до 10 000 тонн и подводные лодки в надводном положении. В её разработке принимали участие несколько советских опытно-конструкторских бюро — НПО «Молния» и КБ «Вымпел». Принята на вооружение ВС Союза ССР в 1980 году. В настоящее время производится и модернизируется корпорацией «Тактическое ракетное вооружение». Является наиболее распространённой ракетой этого класса на самолётах советского / российского производства.

## История создания
Высокоточная ракета Х-23, принятая на вооружение в 1970 году, имела недостаточную по мощности боевую часть и была неэффективна против высокозащищённых объектов противника, таких как ДОТы, бункеры, склады и т. д., которыми были насыщены прифронтовые полосы обороны противника. По этой причине для увеличения боевых возможностей нового поколения штурмовой авиации в части разрушения высокозащищённых точечных объектов вероятного противника вблизи линии фронта, в 1970 году в СССР началась разработка новых высокоточных ракет.
Использовавшаяся в тех ракетах радиокомандная система наведения существенно ограничивала манёвр самолёта-носителя; в совокупности с появлением у вероятного противника новых ЗРК это обстоятельство определяло высокую опасность для самолёта при применении данного оружия. Ракеты, реализующие принцип «выстрелил-забыл» в полной мере, освобождали пилотов от ограничений после пуска ракеты, но для них требовалось создание специальных головок самонаведения. Так как ракеты проектировались под малую дальность, где цель наблюдается визуально, наиболее перспективными представлялись оптические головки самонаведения — лазерная и телевизионная. Также в пользу такого выбора говорили данные разведки об успешных результатах экспериментов в этом направлении у вероятного противника.
Большие габариты телевизионной головки самонаведения не позволяли разместить её на основе существовавшей ракеты Х-23, и требовалось создание полностью нового семейства ракетного оружия. Лазерная головка самонаведения получилась более компактной, и её было решено унифицировать с более лёгким семейством ракет Х-25. Большой диаметр ракеты позволил разместить в ракете проникающую боевую часть втрое большей массы, а также мощный ракетный двигатель, обеспечивавший высокую скорость встречи ракеты с целью.
Разработку начало КБ «Молния» под руководством главного конструктора Матуса Рувимовича Бисновата, однако из-за загруженности конструкторского бюро космической программой «Буран», в 1976 году тему передали в МКБ «Вымпел» под руководством Андрея Ляпина. В 1981 году генеральным конструктором был назначен Геннадий Александрович Соколовский, а на завод прибыла группа специалистов КБ «Молния», ранее работавших над ракетами Х-29. После распада Советского Союза дальнейшая модернизация ракеты проводится российской корпорацией «Тактическое ракетное вооружение».
В конце 1970-х ракета успешно прошла испытания и в 1980 году была принята на вооружение Советской армии.
В Советском Союзе серийное производство этих ракет было организовано на Ленинградском Северном заводе и БАПО «Иглим». После распада СССР производители компонентов ракеты остались в разных странах, и дальнейшее производство ракет было развёрнуто в России на Ленинградском Северном заводе.

## Конструкция

Устройство ракеты Х-29Т:
.

Семейство ракет Х-29 модернизируется и в настоящее время, в конструкцию вносятся некоторые изменения. Так как ракеты активно эксплуатируются, то нет открытого доступа к информации о некоторых деталях технической реализации отдельных компонентов.
Х-29 представляет собой модульную одноступенчатую твердотопливную ракету, выполненную по аэродинамической схеме «утка» (рули впереди стабилизаторов). Модификации различаются только системами самонаведения. Корпус ракеты состоит из пяти отсеков: головки самонаведения, отсека управления, боевой части, двигателя и хвостового оперения.
Двигатель ракеты — ПРД-280 — твердотопливный однорежимный ракетный двигатель. Запускается с некоторой задержкой после отделения ракеты во избежание повреждения самолёта-носителя реактивной струёй. Двигатель развивает тягу около 228 кН и работает 3,2 — 6,2 секунд, обеспечивая разгон ракеты с перегрузками 3,5 g и дополнительную скорость примерно 220 м/с (800 км/ч).
Управление рысканьем и тангажом осуществляется носовыми рулями. Высокие скорости и необходимость высокой точности попадания потребовали дополнительной установки дестабилизаторов перед рулями. Управление по крену осуществляется стабилизаторами в задней части крыльев ракеты.
Электропитание осуществляется ампульной электрической батареей с электромеханическим преобразователем переменного тока; ресурс батареи — 40 секунд, что превышает время полёта ракеты на максимальную дальность. В задней части ракеты размещён трассёр.
Ракета оснащена противорикошетным устройством, что улучшает её характеристики при атаке целей под тупым углом (что характерно для пуска на большую дальность с малых высот).
Настройка взрывателя на контактное или замедленное действие производится пилотом непосредственно перед пуском ракеты. Контактное действие взрывателя предназначено для уничтожения объёмных конструкций, таких как мосты или дороги, а замедленное — для уничтожения сильно защищённых объектов. Контактные датчики взрывателя размещены на корпусе и на передней кромке крыла, размах которого более метра, что гарантирует корректный подрыв даже при незначительном промахе.
Боевая часть ракеты — бронебойно-фугасная, массой 317 кг, что составляет половину от стартовой массы ракеты. Она представляет собой массивный стакан из твёрдых сортов стали, заполненный высокобризантным взрывчатым веществом. Масса ВВ при этом составляет 116 кг. Сочетание скорости, более чем вдвое превышающей скорость звука, и очень тяжёлой и прочной боевой части обеспечивает боеголовке высокую проникающую способность. Это позволяет эффективно разрушать высокозащищённые объекты, такие как бетонные сооружения или надводные корабли. Перед детонацией боевой нагрузки ракета способна пробить приблизительно 1 м бетона, укрытого 3 метрами грунта. При атаке железобетонных взлётно-посадочных полос ракета оставляет воронку диаметром 12-15 и глубиной около 6 метров, что надолго выводит их из строя.

## Модификации
Ракета Х-29 является модульной, что облегчает её модернизацию. Фактически модификации отличаются только типом головки самонаведения.

### Х-29Л

Проекция Х-29Л

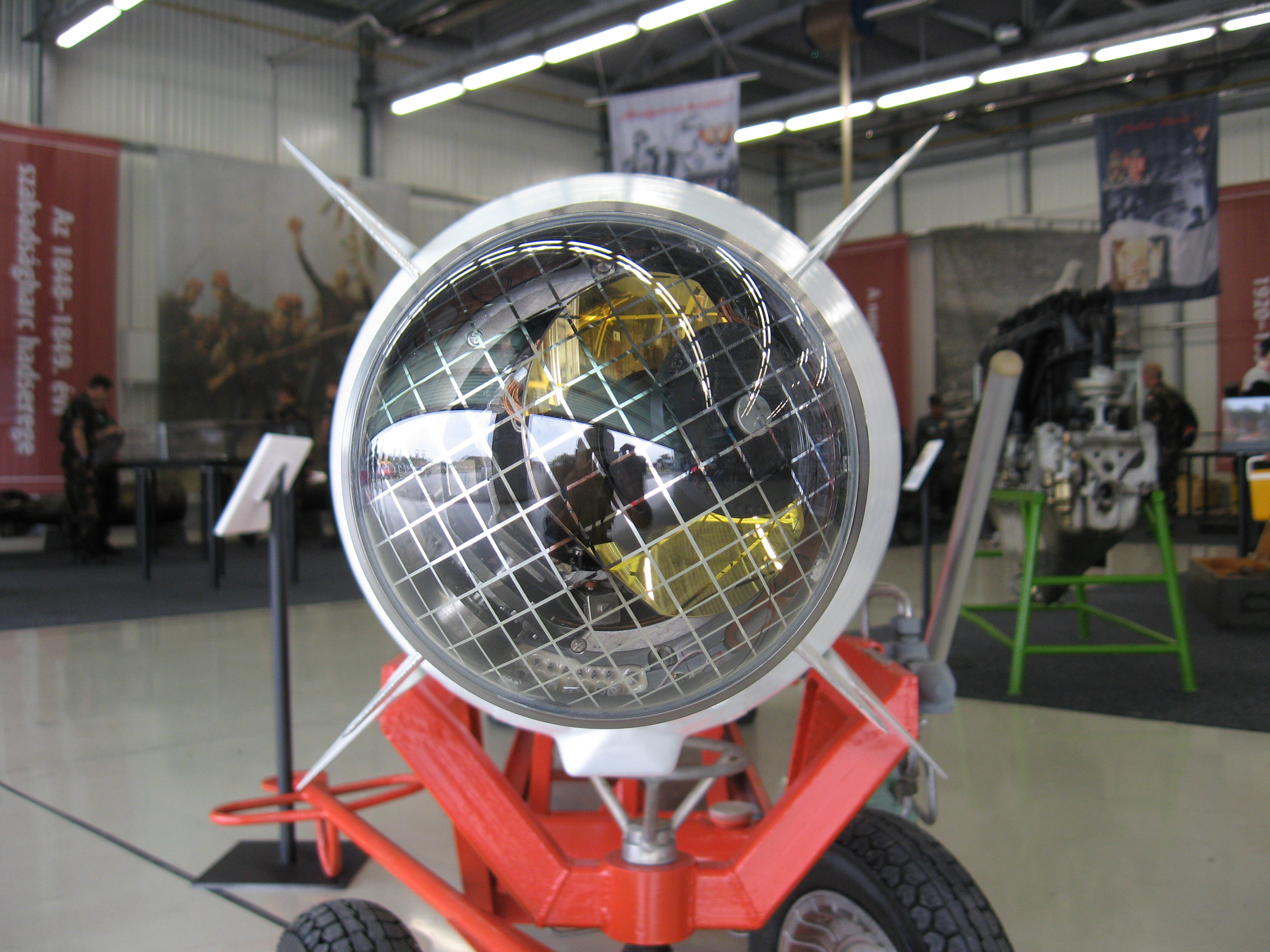
Головка самонаведения 24Н1 ракеты Х-29Л

«Изделие 63», обозначение НАТО «Kedge-A». Модификация ракеты, оснащённая лазерной системой самонаведения 24Н1 — той же, что и на ракетах меньшего калибра Х-25 — это обусловило характерную «бутылкообразную» форму ракеты — головка самонаведения имеет в полтора раза меньший диаметр, чем сама ракета. В совокупности с модульностью конструкции ракеты это позволило унифицировать боезапас фронтовой авиации.
Цель подсвечивается лазером, и образовавшееся яркое пятно рассеяния лазерного излучения воспринимается головкой самонаведения как источник света, по которому производится наведение. Оптический фильтр пропускает лишь длины волн, соответствующие длине волны лазера подсветки, что обеспечивает высокую устойчивость захвата цели. Изображение, пойманное головкой самонаведения ракеты, транслируется на телевизионный экран в кабине пилота. При этом удержание луча подсветки обеспечивается автоматической следящей системой.
Подсветка цели может производиться как специально разработанными лазерными станциями подсвета типа «Клён», «Кайра», «Прожектор», так и различными лазерными дальномерами или станциями подсвета как российского, так и зарубежного производства. В конструкции ГСН были применены технические решения, исключающие влияние лазерных станций других самолётов группы.
В зависимости от типа прибора лазерной подсветки цели автопилот ракеты выбирает режим атаки цели для обеспечения наилучших характеристик поражения. Предпочтение отдаётся траекториям, при которых ракета падает на цель почти вертикально, пробивая толстые перекрытия.
Самонаведение Х-29Л осуществляется по пропорциональному методу — то есть в наведении на цель с таким упреждением, чтобы скорость манёвра ракеты (поперечная перегрузка ракеты) была пропорциональна угловой скорости вращения линии визирования, которую измеряет следящий координатор ГСН.
Дальность пуска ракет определяется возможностью захвата цели головкой самонаведения. При этом важную роль играет как погодные условия и прозрачность воздуха, так и характеристики лазерной станции подсвета цели. Максимальная дальность применения Х-29Л указывается на уровне 8-10 км, однако описаны случаи успешного применения этих ракет и с большей дальности. Промах при стрельбе на максимальную дальность не превышает 5-7 метров.

### Х-29Т

Проекция Х-29Т

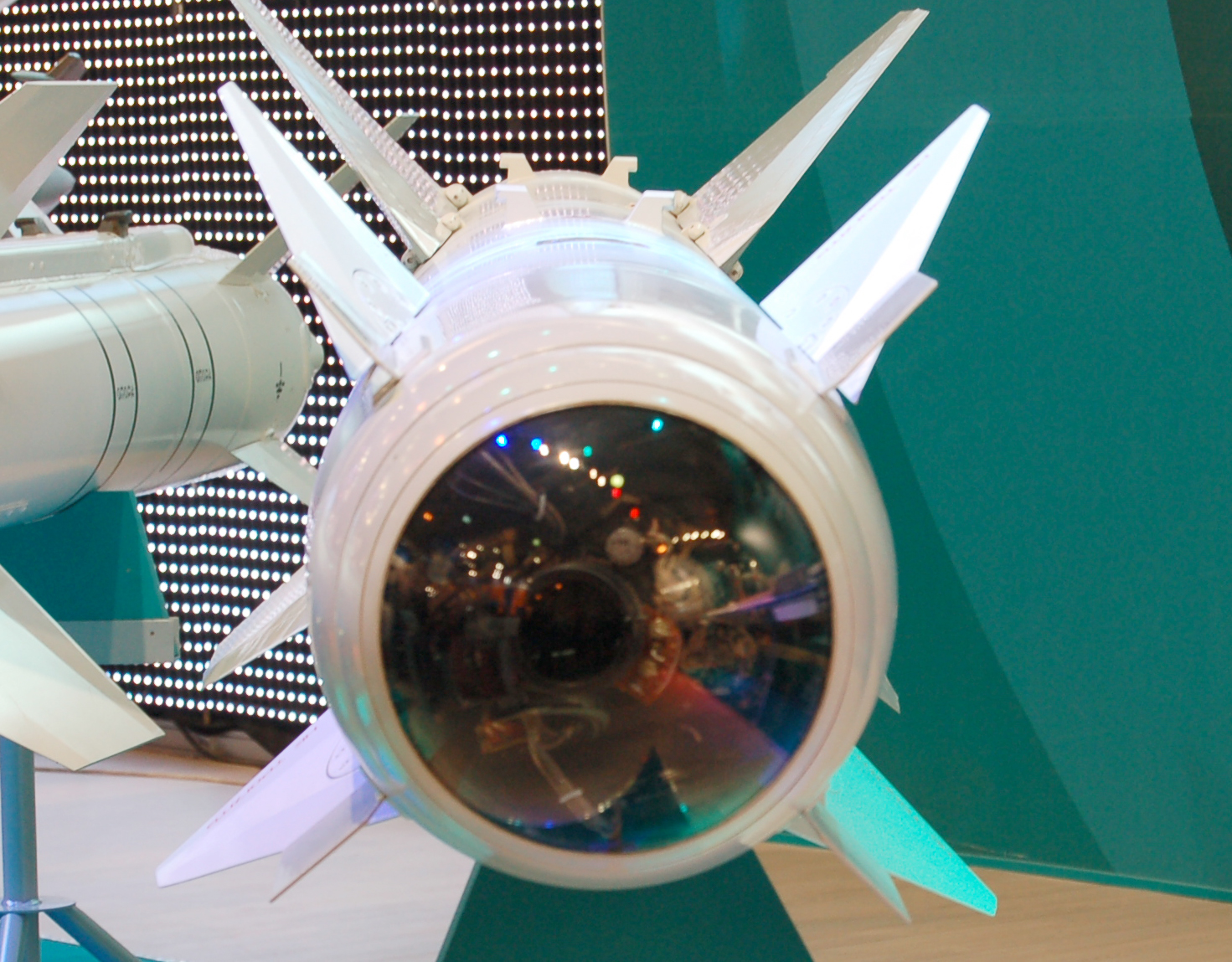
Головка самонаведения «Тубус-2» ракеты Х-29Т

«Изделие 64», обозначение НАТО «Kedge-B». Модификация ракеты, оснащённая телевизионной головкой самонаведения «Тубус-2». Подобная система самонаведения пассивна и полностью автономна и реализует принцип «выстрелил-забыл» — сразу после пуска ракеты самолёт может покинуть зону стрельбы. Головка самонаведения состоит из видеокамеры с системой слежения за целью, закреплённой на карданном подвесе, и вычислительного блока, обеспечивающего выделение и запоминание цели и выдающее управляющие сигналы системе слежения и рулям ракеты.
Наведение производится по контрастному изображению, получаемому телевизионной камерой. При этом может использоваться как изображение самого объекта, так и контраста свет-тень, что в солнечную погоду позволяет эффективно атаковать и замаскированные цели.
Разрешение изображения, получаемого ТГСН «Тубус-2», составляет 625 строк на 550 телевизионных линий. Угол зрения в режиме поиска цели — 12 х 16°. В этом режиме пилот должен указать примерное расположение цели, после чего производится переход с широкого поля зрения на узкое, составляющее 2,1 х 2,8°, и окончательное целеуказание. При этом на дальности около 5 км разрешение составляет 0,39×0,3 м, что позволяет вести прицельный огонь даже по отдельным окнам зданий или амбразурам ДОТов.
Получаемое головкой самонаведения изображение цели транслируется на экран телевизионного индикатора в кабине пилота. Поиск цели может вестись головкой самонаведения автономно, но лётчик должен подтвердить целеуказание перед пуском.
Дальность применения данной ракеты определяется возможностью захвата цели головкой самонаведения и сильно зависит от атмосферных условий, высоты полёта, контрастности и размеров цели. Максимальная дальность пуска Х-29Т составляет 8-13 км.
Введение телевизионной головки самонаведения позволило несколько улучшить точность попадания. Круговое вероятное отклонение при пуске с дистанции 4-5 км для ракет Х-29Т составляет 2,2 метра (что в полтора раза меньше длины самой ракеты).
В то же время ракеты Х-29Т могут использоваться только днём. Плохая погода также может существенно ограничить применение этого оружия.

### УХ-29

Проекция учебных ракет Х-29

Учебная модификация ракет. Предназначена для отработки применения авиационного высокоточного оружия.
Отличается чрезвычайно яркой красно-оранжевой окраской, облегчающей слежение за ракетой и видеосъёмку, а также оценку результатов стрельбы и сбор осколков корпуса.
Для улучшения заметности также иногда используют шахматную окраску красного и оранжевого цвета — в частности, такую окраску использовали при испытаниях ракетного вооружения Су-24М
Нередко именно эти ракеты демонстрируются на авиасалонах.

### Другие модификации
Ракета Х-29 активно модернизируется и в настоящее время, поэтому появляются новые модификации с расширенными возможностями:
- Х-29МЛ, «изделие 63М» — модификация ракеты с улучшенной лазерной системой самонаведения[14] и несколько увеличенной дальностью пуска.
- Х-29ТЭ — усовершенствованный экспортный вариант ракеты, благодаря использованию новой головки самонаведения дальность пуска возросла до 30 км, а высота — до 10 км[14].
- Х-29ТМ — ракета с ГСН Т-2У (диаметр — 180 мм)[14]
- Х-29ТД — модернизированный вариант с увеличенной дальностью пуска 35-40 километров[15][16]
- Х-29МП — вариант ракеты с пассивной радиолокационной головкой самонаведения, стоящий на вооружении ВС РФ[11]

Фазотрон-НИИР предложило вариант ракеты с автономной активной когерентной радиолокационной головкой самонаведения.

### Тактико-технические характеристики
|                                      | Х-29Л | Х-29Т | Х-29ТЭ |
| ------------------------------------ | --- | --- | --- |
| заводской индекс                     | изделие 63                                                                                                   | изделие 64                                                                                                   | |
| год принятия на вооружение           | 1980 | 1980 | |
| ГСН                                  | полуактивная лазерная 24Н1                                                                                   | пассивная телевизионная «Тубус-2»                                                                            | пассивная телевизионная «Тубус-2»                                                                            |
| двигатель                            | однорежимный РДТТ                                                                                            | однорежимный РДТТ                                                                                            | однорежимный РДТТ                                                                                            |
| боевые характеристики                | | | |
| минимальная дальность пуска, км      | 2 | 3 | 3 |
| максимальная дальность пуска, км     | 8-10 | 10-12 | 20-30 |
| Круговое вероятное отклонение, м     | 3,5-4 | 2,2 | 2,2 |
| скорость носителя, км/ч              | 600-1250 | 600-1250 | 600-1250 |
| минимальная высота применения, км    | 0,2 | 0,2 | 0,2 |
| максимальная высота применения, км   | 5 | 5 | 10 |
| максимальная скорость полёта, м/с    | 720 | 720 | 720 |
| средняя скорость полёта, м/с         | 250-350 | 250-350 | |
| массо-габаритные характеристики      | | | |
| длина, мм                            | 3900 | 3900 | 3875 |
| диаметр, мм                          | 380 | 380 | 380 |
| размах крыла, мм                     | 1100 | 1100 | 1100 |
| размах рулей, мм                     | 750 | 750 | 750 |
| стартовая масса, кг                  | 660 | 680 | 690 |
| тип БЧ                               | фугасно-проникающая                                                                                          | фугасно-проникающая                                                                                          | фугасно-проникающая                                                                                          |
| масса БЧ, кг                         | 317 | 317 | 317 |
| масса ВВ, кг                         | 116 | 116 | 116 |
| габариты транспортного контейнера, м | 4,5 Х 0,9 Х 0,86                                                                                             | 4,35 Х 0,9 Х 0,86                                                                                            | |
| вес в стартовом контейнере, кг       | 1000 | 1030 | |
| совместимость                        | | | |
| катапультные устройства:             | АКУ-58, АКУ-58-1, АКУ-58АЭ                                                                                   | АКУ-58, АКУ-58-1, АКУ-58АЭ                                                                                   | АКУ-58, АКУ-58-1, АКУ-58АЭ                                                                                   |
| носители:                            | Су-17, Су-24, Су-25, Су-27, Су-34, Су-27М, Су-37, Су-35С, Су-39, МиГ-27, МиГ-29, МиГ-31БМ, МиГ-35, Мираж F-1 | Су-17, Су-24, Су-25, Су-27, Су-34, Су-27М, Су-37, Су-35С, Су-39, МиГ-27, МиГ-29, МиГ-31БМ, МиГ-35, Мираж F-1 | Су-17, Су-24, Су-25, Су-27, Су-34, Су-27М, Су-37, Су-35С, Су-39, МиГ-27, МиГ-29, МиГ-31БМ, МиГ-35, Мираж F-1 |
| экономические показатели             | | | |
| стоимость за единицу:                | 18 млн 459 тыс. руб                                                                                          | 18 млн 459 тыс. руб                                                                                          | 18 млн 459 тыс. руб                                                                                          |

## Применение
Ракеты семейства Х-29 являются ракетами малой дальности, и для их применения требуется визуальный контакт с целью. С одной стороны, это гарантирует корректную селекцию цели, с другой, самолёт-носитель вынужден входить в зону действия ПВО противника.

### Тактика применения

Тактика применения ракет Х-29
(А) — из пикирования; (Б) — с высотного полёта; (В) — с низковысотного полёта
(1) — «горка»; (2) — пикирование на цель

Алгоритм применения всех модификаций ракеты схож: пилот самолёта-носителя определяет положение цели, наводит на него пилотажный индикатор и удерживает его до того момента, пока головка самонаведения ракеты не осуществит устойчивый захват цели. Далее производится пуск ракеты, сразу после которого самолёт-носитель может покинуть зону стрельбы. В случае применения ракет с лазерной системой самонаведения наводчик (самолёт-носитель, другой самолёт или наземный наводчик) должен осуществлять подсветку цели лазером до момента попадания ракеты. В случае применения ракет с телевизионной или радиолокационной головкой самонаведения, этого не требуется.
В зависимости от применяемых противником средств ПВО тактика применения ракет различается. Если у противника имеются ЗРК большой и средней дальности, то самолёт-носитель приближается к цели на малых высотах с огибанием рельефа местности, где он является сложной целью для зенитных ракет. В этом случае ракета, ведомая автопилотом, делает «горку» — то есть, используя скорость, приданную носителем и собственным ракетным двигателем, набирает высоту и занимает позицию над целью. Если у противника имеется лишь зенитная артиллерия, ЗРК малой дальности и ПЗРК то применяется пуск ракеты с пикирования. При этом самолёт подходит к цели на большой высоте, где он неуязвим для огня с земли, и пикирует в направлении цели. Для снижения скорости пикирования выпускаются тормозные щитки самолёта. Как только пилот подтвердит устойчивый захват цели головкой самонаведения, он моментально производит пуск и выходит из пикирования, снова поднимаясь на высоту. Пуск ракеты из высотного горизонтального полёта возможен, но на практике применяется редко.
Ракета, оказавшись над целью, переходит в режим самонаведения и начинает крутое пикирование. Следящий координатор ГСН удерживает цель, а автопилот ракеты на основании угловой скорости движения координатора выдаёт корректирующие сигналы воздушным рулям.

### Боевое применение
Ракеты Х-29 активно применялись во многих вооружённых конфликтах последнего времени, где они доказали свою высокую эффективность.

#### Афганская война (1979—1989)
Первое боевое применение ракет Х-29 советскими войсками произошло в апреле 1987 года в Афганистане. С двух штурмовиков Су-25, пилотируемых А. В. Руцким и Высоцким, по вырубленным в скалах складам были выпущены 4 ракеты.
Сразу обнаружилась «ахиллесова пята» данного оружия — зависимость от погодных условий: из-за плотного дыма две из четырёх ракет не попали в цель. Тактику применения высокоточного оружия также пришлось серьёзно пересмотреть. Изначально предполагалось, что весь комплекс мер по применению Х-29 будет выполняться одним самолётом. Но для одноместных штурмовиков Су-25 это оказалось неприменимо — один лётчик не справлялся: ему нужно было вести самолёт под огнём противника и при этом за короткое время обнаружить цель, навести ракету и подсвечивать цель до попадания боеприпаса. По аналогичной причине неэффективной оказалась и схема, при которой использовалась пара самолётов, один из которых подсвечивал цель, а другой наносил удар. Наиболее удачной оказалась практика использования ракет в хорошую погоду при помощи наземных наводчиков, которые хорошо знали местность и могли необходимое время облучать цель лазером, а ракета запускалась со штурмовика с дистанции 4-5 км при пикировании с углом около 30°.
С принятием этих мер ракеты оказались настолько точными, что позволяли оказывать непосредственную поддержку войскам на передовой, в частности для уничтожения ДОТов душманов. Командир одной из десантных рот описывал применение Х-29 следующими словами: «над нами проскочила пара самолётов, и тут же что-то светлое влетело в амбразуру между камней и разнесло ДОТ в щебёнку». С появлением этих ракет стали уязвимы базы, склады, мастерские и огневые точки, расположенные в скальных пещерах, бывшие крайне сложной целью для артиллерии и пехоты. Обычные авиационные боеприпасы наносили мало вреда подобным укреплениям, ведь даже малый промах означал бесполезный взрыв в скальной породе. Высокоточные же ракеты попадали непосредственно во входы пещер и даже амбразуры ДОТов, делая неэффективной природную защиту. Применение ракеты Х-29 против таких целей было очень эффективным — тяжёлая бронебойно-фугасная боевая часть, проламывая камень, взрывала их изнутри.
После того, как ракетами Х-29 были уничтожены несколько штабов и исламский комитет душманов, они осознали всю серьёзность нового оружия. За наземными наводчиками началась настоящая охота — специализированные бронемашины авиационного наведения (БОМАН) на базе бронетранспортёров БТР-70 во время перерывов в боевых действиях приходилось даже укрывать на авиабазах.
Всего за время боевых действий в Афганистане по данным ОКБ Сухого было выпущено 139 высокоточных ракет с лазерным наведением.

#### Ирано-иракская война (1980—1988)
Во время ирано-иракской войны иракские войска применяли ракеты Х-29 с самолётов МиГ-23БН и Мираж F-1 для уничтожения иранских аэродромов, нефтедобывающих установок, мостов и портовых сооружений — как для создания препятствий действий иранских вооружённых сил, так и для подрыва экономики Ирана, получавшего основные поступления в бюджет от торговли нефтью.
Особое внимание уделялось уничтожению иранских нефтетерминалов на побережье Персидского залива. В частности, терминал на острове Харг, находящийся в 225 км от границы, осенью 1985 года атаковался иракской авиацией 77 раз. Неуправляемые ракеты и свободнопадающие бомбы были неэффективны против прикрытых мощной ПВО сооружений, поэтому иракские лётчики перешли на использование высокоточных ракет с лазерным наведением — французских AS.30L и советских Х-29Л. Для преодоления средств противовоздушной обороны, «Миражи» подходили к острову на малой высоте на расстояние около 8-15 км, кратковременно поднимались до визуального контакта с целью, запускали ракеты и опять уходили на малые высоты.
Целеуказание при подобных атаках проводилось с борта самолёта на большой высоте и удалении от цели, недосягаемом для ПВО объекта атаки. Для наведения ракет применялся контейнер лазерного целеуказания ATLIS французского производства, с которым дальность применения ракет Х-29Л возросла до 15 км.
Позже для подобных атак иракские войска приспособили противокорабельные ракеты «Экзосет» с дальностью пуска до 30 км.

#### Чеченская война (1994—1996) и (1999—2000)
Ракеты Х-29 (вместе с более лёгкими Х-25 и корректируемыми авиабомбами КАБ-500 и КАБ-1500) применялись в военных операциях в Чечне для уничтожения защищённых объектов боевиков. Климат северного Кавказа наложил серьёзные ограничения на применение высокоточного оружия — плохая видимость сильно затрудняла захват целей головками самонаведения. Например, за весь декабрь 1994 года в Чечне было всего 2 дня с ясной погодой, когда было возможно использовать все возможности высокоточного оружия.

#### Эфиопо-эритрейский конфликт (1998—2000)
К 2000 году эфиопской авиации удалось в значительной мере захватить господство в воздухе, однако ситуацию осложнила поставка с Украины ЗРК «Квадрат», которые представляли серьёзную опасность. Первые комплексы были доставлены 19 мая 2000 года. Позиции ЗРК были определены радиоразведкой с борта патрулирующих эфиопское воздушное пространство Су-27.
Для поражения целей были выбраны хорошо зарекомендовавшие себя штурмовики Су-25ТК. На каждый самолёт было установлено по две высокоточные ракеты Х-25МП с радиолокационными головками самонаведения и по две Х-29Т с телевизионными ГСН. Дальность полёта обеспечивалась парой подвесных топливных баков на каждом самолёте. Прикрытие от истребителей противника осуществлялось тремя группами истребителей Су-27, две из которых были размещены на флангах, а ещё одна — на большой высоте обеспечивала радиолокационный обзор. Радиотехническая маскировка атаки проводилась наземными станциями постановки активных помех.
Слабообученные эритрейские расчёты были не готовы к столь массированной атаке — эфиопские штурмовики беспрепятственно приблизились на дистанцию около 30 км и выпустили по радарам обнаружения и целеуказания противорадиолокационные ракеты. В каждую из двух РЛС попали по две ракеты, полностью их уничтожив. Оставшиеся «слепыми» 3 пусковые установки были без проблем уничтожены штурмовиками ударами Х-29Т с телевизионными ГСН.
Проведённая после налёта радиотехническая разведка подтвердила уничтожение ЗРК противника, и в дело вступили истребители-бомбардировщики, нанеся массированный авиаудар по войскам эритрейцев. Однако уже на следующий день радиотехническая разведка обнаружила вторую батарею «квадратов», и действия авиации снова пришлось приостановить.
Для нейтрализации угрозы была избрана та же тактика, что и при уничтожении первой батареи: основной удар должны были нанести Су-25 высокоточными ракетами, прикрытие обеспечивали Су-27, а наземные помехопостановщики должны были затруднить работу ЗРК.
Штурмовики, следуя отработанной схеме, приблизились на дистанцию пуска ракет и обстреляли РЛС комплекса противорадиолокационными Х-25МП. Но, в отличие от первого случая, обслуживание ЗРК проводилось хорошо обученными украинскими специалистами — сумев быстро режектировать наземные помеховые станции, расчёт «квадрата» обнаружил атакующие штурмовики и выпустил по ним 2 ракеты. Одна из зенитных ракет поразила Су-25, после чего противорадиолокационные ракеты уничтожили станцию целеуказания и вторая ракета самоуничтожилась. Повреждённый штурмовик был вынужден выйти из боя, однако, пилот смог благополучно посадить его на базе. Оставшийся Су-25 двумя Х-29 уничтожил пару пусковых установок 2П25.
После подтверждения радиоразведкой уничтожения РЛС ЗРК, оставшиеся пусковые установки были уничтожены свободнопадающими авиабомбами с истребителей-бомбардировщиков МиГ-23БН..

#### Военная операция России в Сирии (2015)
Ракета Х-29Л применяется российской авиацией в Сирии.

#### Вторжение России на Украину
Х-29Т и Х-29Л используются российской стороной в ходе вторжения России на Украину для ударов по статичным целям

### Происшествия
В конце 1970-х годов на полигоне Лунинец в Белоруссии из-за отказа катапультного устройства на самолёте Су-17 майора Игнатова, ракета Х-29 не была отстрелена, но её двигатель отработал. Самолёт получил серьёзные повреждения, но лётчик смог благополучно посадить его на базу.
В одном из испытательных полётов над полигоном Суурпаки на самолёте МиГ-27К 88-го АПИБ капитана Г. Криворучко в полёте у ракеты Х-29 разорвался двигатель. Детонации боевой части не произошло. Осколки оперения и корпуса ракеты повредили обшивку самолёта, однако лётчик смог благополучно посадить самолёт.
На аэродроме в Саках 1 октября 2017 года, техники части, используя комплекс «Ока», осуществляли контроль за техническим состоянием авиационных управляемых средств поражения, в том числе двух ракет Х-29ТД, с которыми перед этим осуществлял вылет многоцелевой тяжелый истребитель Су-30СМ. В ходе работ произошло срабатывание пиропатронов, на которые был подан ток,— в результате авиационная ракета снесла ворота и часть стены ангара, уничтожив по пути аппаратуру и ещё одно «изделие 63М». Стоимость каждой из двух подлежащих списанию Х-29ТД была определена бухгалтерской судебной экспертизой в 18 млн 459 тыс. руб., «Ока» и другое уничтоженное оборудование оценены в 9,5 млн руб.

## Эксплуатанты
Ракеты Х-29 являются одним из основных видов оружия «воздух-поверхность» для самолётов советского / российского производства, поэтому эти ракеты поставлялись практически во все страны, куда поставлялись советские или российские штурмовики или истребители, начиная с 1980-х годов.

### Производители
- Россия — страна-производитель

### Современные эксплуатанты

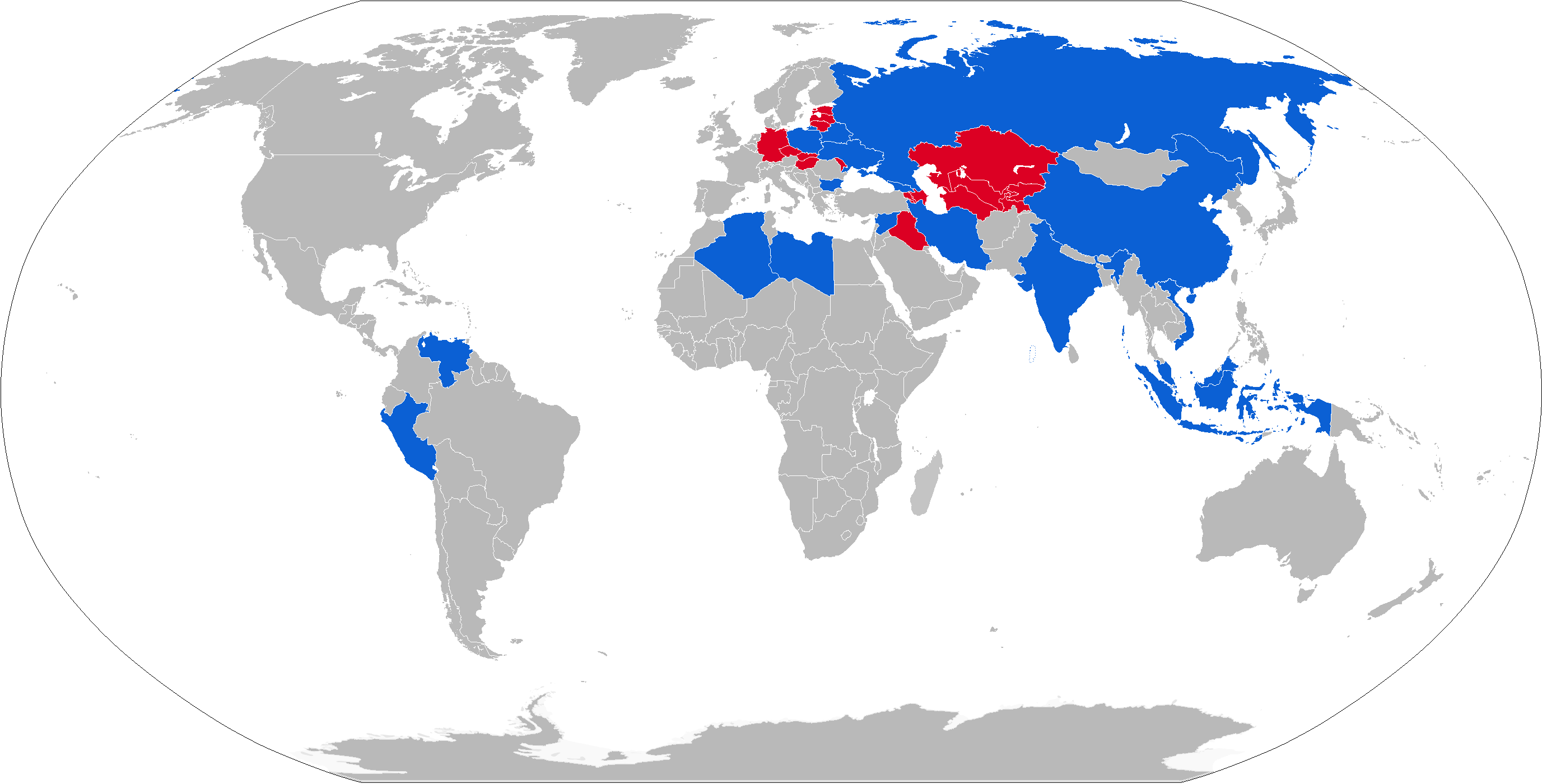
Государства, в которых модификации ракеты Х-29 стоят на вооружении

- Азербайджан[36][37]
- Алжир[38]
- Беларусь[39]
- Болгария[40]
- Венесуэла[41]
- Вьетнам[42]
- Германия[9]
- Грузия[43]
- Ирак[44]
- Иран[42]
- Индия[42][45]
- Индонезия[46]
- Йемен[47]
- Казахстан[48]
- Китай[42][49]
- Ливия[50]
- Малайзия[51]
- Перу[52]
- Польша[9]
- Сирия[53]
- Словакия[54]
- Узбекистан[55]
- Украина[56]
- Чехия[9]
- Эфиопия[29]

### Бывшие эксплуатанты
- СССР — в связи с распадом страны, ракеты перешли в собственность постсоветских республик
- ГДР[9] — в связи с объединением Германии.
- Чехословакия[9] — в связи с распадом страны, ракеты перешли к Чехии и Словакии.

## Оценка ракеты

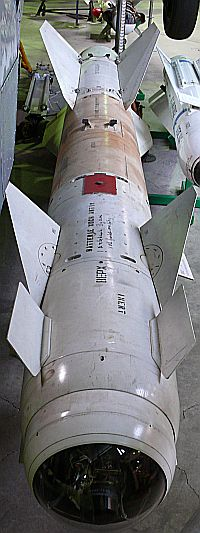
Ракета Х-29Т с телевизионной головкой самонаведения

Ракета Х-29 более четверти века находится в строю. Она использовалась в реальных боевых условиях в ряде вооружённых конфликтов, где доказала свою высокую эффективность. Данная ракета является самой распространённой ракетой «воздух-поверхность» малого радиуса действия советской разработки, а западные эксперты[кто?] называют её одной из самых удачных российских ракет.
Оценочная стоимость ракеты в модификации Х-29ТД — 18 миллионов 459 тысяч рублей.

### Достоинства
Среди достоинств ракет Х-29 обычно выделяют их точность и существенную разрушительную мощь, определяющие боевую эффективность применения авиационных боеприпасов. Введение Х-29 повышало эффективность действия штурмовой авиации в несколько раз. Для сравнения — с обычным снаряжением (авиабомбы и НУРС) для уничтожения крупного ДОТа требовалось звено самолётов с полной нагрузкой, а ракетами Х-29 эту задачу эффективно выполнял один штурмовик.
Высокая точность попадания данной ракеты (отклонение от цели сравнимо с размером самой ракеты) существенно уменьшает количество вылетов на цель, позволяя наносить обезглавливающие удары, а также уничтожать труднодоступные цели — такие как горные пещеры или бункеры.
Тяжёлая бронебойно-фугасная боеголовка позволяет эффективно разрушать даже высокозащищённые цели противника. Для уничтожения крупного моста или практически любого из современных военных кораблей (за исключением авианосцев и некоторых крейсеров) требуется всего одна-две ракеты. Один пуск данной ракеты может надолго вывести из строя взлётно-посадочную полосу аэродрома, заперев на земле все самолёты этой базы. Разрушительность действия боеголовки также отмечают и западные источники, в том числе FAS Military Analisis Network.
В совокупности эти особенности ракеты иногда приводили к курьёзным случаям — в частности, при отработке учебной задачи на полигоне «Полесский» в Белоруссии пущенная с бомбардировщика Су-24М ракета пробила танк-мишень насквозь и взорвалась под ним, в результате чего тяжёлый танк был выброшен из целевого круга, и экипаж следующего атакующего самолёта встал перед дилеммой: следует ли ему целиться в центр целевого круга, или в валяющийся в стороне от него танк.

### Недостатки
Среди недостатков ракет Х-29 выделяют их зависимость от погодных условий, невысокую дальность и относительно высокую стоимость (по сравнению с корректируемыми бомбами и неуправляемым авиационным оружием).
Ракеты Х-29Т(Э) с телевизионной системой самонаведения могут применяться только по контрастным целям, днём в условиях хорошей видимости. Маскировка цели значительно снижает возможности по захвату её головкой самонаведения. Модификация Х-29(М)Л не требует визуальной контрастности цели, однако для неё требуется наличие наводчика, подсвечивающего цель лазером. Плотная облачность или аэрозольные облака, выпускаемые противником (в том числе и дым от пожаров) исключают возможность эффективного применения данных ракет.
Необходимость визуального контакта с целью для захвата её головкой самонаведения определяет малую дальность пуска. При этом самолёт-носитель вынужден входить в зону действия ближней ПВО противника, что создаёт для него существенную опасность. Однако ракеты могут быть запущены с высот 5-10 км, где самолёт недосягаем для переносных зенитно-ракетных комплексов и многих ЗРК малой дальности. Также необходимо указать, что малая дальность является свойством класса оружия, а не ограничением по разработке и производству оружия — ракеты Х-59М «Овод» имеют дальность около 120 км.
Ракеты содержат большое количество дорогостоящей электроники (прежде всего — системы самонаведения), что определяет их достаточно высокую стоимость. Максим Калашников в своей книге «Сломанный меч Империи» указывает, что в 1992 году 180 ракет обошлись заказчику в 153 миллиона рублей. Таким образом, стоимость каждой ракеты составила 850 тысяч рублей, что по курсу 1992 года составляло 6,5 тысяч долларов. Данные по ценам современных поставок этих ракет в открытых источниках отсутствуют.
Также пилоты, работавшие с этими ракетами, отмечают сложность их применения с высокоскоростных самолётов — на максимальной допустимой скорости применения Х-29 в 1250 км/ч (около 350 м/с) время прохождения от максимальной (10 км) до минимальной (2 км) дальности составляет всего 20 секунд — малообученному лётчику не хватает времени на целеуказание и пуск ракеты, особенно в условиях помех, когда дальность устойчивого захвата цели невелика.

## Аналоги
Тактические высокоточные авиационные ракеты класса «воздух-поверхность» малой дальности востребованы при ведении современных войн. Из всего многообразия тактических авиационных ракет аналогами Х-29 являются лишь ракеты, способные нести разнообразные головки самонаведения. Ракеты семейства Х-29 являются одними из самых мощных авиационных тактических ракет, принятых на вооружение.

### AGM-65 Maverick

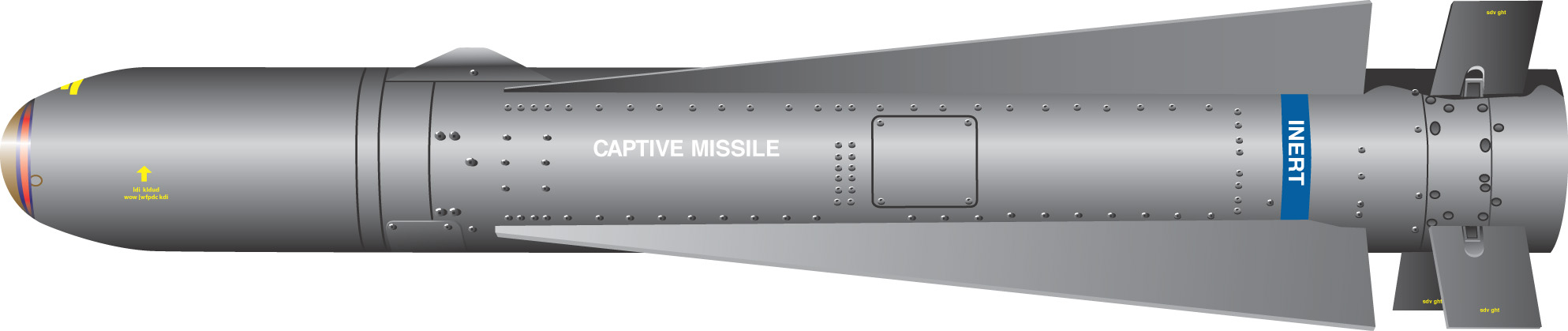
AGM-65 Maverick (рисунок)

Основным зарубежным аналогом Х-29 обычно называется американская ракета AGM-65 Maverick, принятая на вооружение в 1972 году и с тех пор многократно модернизировавшаяся. Хотя по основным тактико-техническим характеристикам эта ракета ближе к более лёгким и дешёвым советским Х-23 и Х-25, нежели к Х-29.
Ракета AGM-65 Maverick имеет большой набор доступных головок самонаведения, в том числе телевизионные (А и В модификации), инфракрасные (D и G), лазерные (Е) и комбинированные лазерно-инфракрасные (F). Вес боевой части ракеты в зависимости от модификации составляет от 57 до 135 кг, максимальная дальность стрельбы наиболее совершенной модификации 17 миль (около 30 км), первых модификаций — 4-6 км, КВО около 2 метров. Стоимость единицы — 120—160 тысяч долларов в зависимости от модификации. Предназначена для уничтожения прежде всего бронетехники противника.
В сравнении с Х-29, AGM-65 Maverick представляется гораздо более лёгкой ракетой, имеющей идентичные характеристики по дальности, точности и средствам наведения. При этом американская ракета имеет значительно меньшую (в 2,5 — 6 раз) боевую часть, а её стоимость значительно выше (до 25 раз в зависимости от модификаций), чем у Х-29.

### Х-25

Проекция ракеты Х-25МП

Х-25 — семейство более лёгких управляемых высокоточных ракет, разрабатывавшихся в то же время, что и Х-29. В то время как тяжёлая Х-29 предназначена для уничтожения особо укреплённых объектов противника, Х-25 решает задачи поражения бронетехники, радиолокационных станций, надводных кораблей и других целей.
Существуют модификации: Х-25МР — с помехозащищённым командным наведением, Х-25МЛ — с лазерной ГСН, Х-25МП — с пассивной радиолокационной ГСН (противорадарная ракета), Х-25МА — с активной радиолокационной ГСН, Х-25МТ — с телевизионной и Х-25МТП — с тепловизионной (инфракрасной) головкой самонаведения
В сравнении с Х-29, семейство ракет Х-25 имеют существенно меньшие стоимость, размеры и боевую часть (от 86 кг до 136 кг в зависимости от модификации). Боевая часть является осколочно-фугасной в отличие от Х-29, имеющей проникающую боевую часть.

### Х-38

Проекция ракеты Х-38

Х-38 — тактическая ракета, разработанная корпорацией «Тактическое ракетное вооружение» и предназначенная для замены в будущем ракет Х-29. Использование более совершенной элементной базы позволило уменьшить размеры и вес головки самонаведения и системы управления, а также повысить точность и существенно увеличить дальность применения ракет (до 40 км). В ракете расширено количество доступных систем наведения за счёт подключения модулей спутниковой навигации ГЛОНАСС. Предполагается, что по всем показателям боевой эффективности Х-38 будет превосходить Х-29. Принята на вооружение ВВС РФ в декабре 2012 года.

## Список литературы
- Боечкин И. С. С индексом «Р» // Техника — молодёжи. — М., 2000. — Т. №9. — С. 30—35.
- Макиенко К. Серый рынок оружия и военной техники в государствах СНГ: тенденции и перспективы развития // Научные записки ПИР-Центра / под ред. Евстафьева Д. — М., 1997. — Т. №8. (недоступная ссылка)
- Марковский В., Перов К. Советские авиационные ракеты «воздух-земля». — М.: Экспринт, 2005. — 48 с. — ISBN 5-94038-085-9.
- Первов, М. Отечественное ракетное оружие 1946-2000. — М.: АКС-Конверсалт, 1999. — С. 77—78. — 141 с.
- Широкорад А. Б. История авиационного вооружения. Краткий очерк / Под общей ред. А. Е. Тараса. — Минск: Харвест, 1999. — С. 346—349. — 560 с. — (Библиотека военной истории). — 11 000 экз. — ISBN 985-433-695-6.
- Kierowany pocisk rakietowy H-29Ł. Opis techniczny = Ракета Х-29Л. Техническое описание Х0000-0 ТО. — POZNAŃ: Dowództwo Wojsk Lotniczych, 1986. — 50 p.
- Kierowany pocisk rakietowy H-29T. Opis techniczny = Ракета Х-29Т. Техническое описание Х0000-0-01 ТО. — POZNAŃ: Dowództwo Wojsk Lotniczych, 1991. — 44 p.